# Удружење Караван
Уметничко удружење Караван је основано на пролеће 2021. године, у ромском насељу Баир у Ваљеву. Као организација, пружају услуге уметничких радионица за децу и одрасле, а такође су и победници 60. Октобарског Салона.

## Почеци
Творци овог удружења, Тијана Марић, ликовни стваралац (Факултет Ликовних Уметности Београд, ФЛУ Цетиње, The Aix-en-Provence School of Art, Екс ан Прованс и École Supérieure d’Art et de Design, Тулон) и Драган Марић (ФЛУ Београд), су се лета 2019. из Француске вратили у родно Ваљево са циљем да отворе свој уметнички центар и да у њему развијају савремене уметности, повезујући овај град са остатком Србије и Европе.
Током 2019. и 2020, Марићи су почели са реконструкцијом старе породичне куће на Баиру, коју су привели крају на пролеће 2021. када је радионица кренула са радом. 

## Мисија организације
Идеја је одувек била уједињавање уметника из свих сфера (музика, глума, сликарство, вајарство...), као и враћање старих заната у Ваљево, као што је нпр. керамика.
Радионице су организоване тако да постоји више група - групе за децу од 4 до 7 година, млађе и старије основце, средњошколце и одрасле. Ту се уче све ликовне технике, међу којима су и колаж, вајање и од скоро, керамика.

## Главна награда на 60. Октобарском Салону
Осим радионица, Караван се истакао по својој привржености насељу Баир, у коме су за сада одрађена два мурала ромских музичара на кућама у којима су ти музичари живели.
„Dragan i ja smo pre 4 godine došli na Bair, uselili se u staru porodičnu kuću, tu smo naišli na fotografije muzičara sa Baira i shvatili da je to jedan dragocen period Baira i da moramo to da sačuvamo. Ideja je bila da te fotografije prenesemo na fasade kuća naših komšija koji su potomci ljudi sa fotografija! Nas dvoje smo deca sa Baira i kao ovi klinci danas, mi smo se šetali po šumi, ali je to vreme bilo jako dragoceno jer se živi instrument čuo iz skoro svake kuće. Mogao si da čuješ violinu, klarinet, saksofon, klavir, harmoniku i kao za mirisom bakinog kolača da kreneš da pratiš odakle dolazi taj zvuk i otkriješ ko li ga proizvodi. Nama je Bair bio kao začarana muzička kutija, zelena, muzička šuma, imali smo bagrenjak gde je bio stari parking, mesto zajednice gde smo se družili, pevali, čule su se i šerpe i instrumenti i zvuk domina“, prisetila se svog detinjstva i najranijih uspomena tokom odrastanja u ovom valjevskom naselju Tijana Marić.
Ови мурали се налазе у склопу пројекта "Наше приче о Баиру", односно "Господа Цигани", који је био представљен на изложби у Галерији УЛУС-а на 60. Октобарском Салону, на којем је Удружење Караван освојило прву награду.

## Рад организације
Једна од кључних ставки рада Удружења Караван је оживљавање града Ваљева и насеља Баир, па тако једним од својих "задатака" сматрају промену културне динамике насеља - привлачење уметника из државе и региона који би били круцијални за напредак и саме локалне економије.
Значајна партнерства Удружења Караван су Народни музеј Ваљево, Интернационални уметнички студио Радована Миће Трнавца, Друштво истраживача Владимир Мандић Манда, Истраживачка станица Петница, Artifice, и многи други. 

## Планови за будућност
У плану су резиденције за уметнике на Баиру, а заједно са тим и завршавање зграде Каравана. Такође, планира се и проширивање на друге гране уметности, као што су музика и позориште.
Тренутно је главни циљ завршавање Галерије на отвореном.  